# Narek Oganián
Narek Oganián (en ruso: Нарек Оганян; Aiguehovit, Armenia, 16 de mayo de 1997) es un deportista ruso de origen armenio que compite en lucha grecorromana. Ganó una medalla de bronce en el Campeonato Europeo de Lucha de 2024, en la categoría de 72 kg.

## Palmarés internacional
| Campeonato Europeo | Campeonato Europeo | Campeonato Europeo | Campeonato Europeo |
| Año                | Lugar              | Medalla            | Categoría          |
| ------------------ | ------------------ | ------------------ | ------------------ |
| 2024               | Bucarest (Rumania) | Medalla de bronce  | 72 kg              |